# Biblioteca de Brera

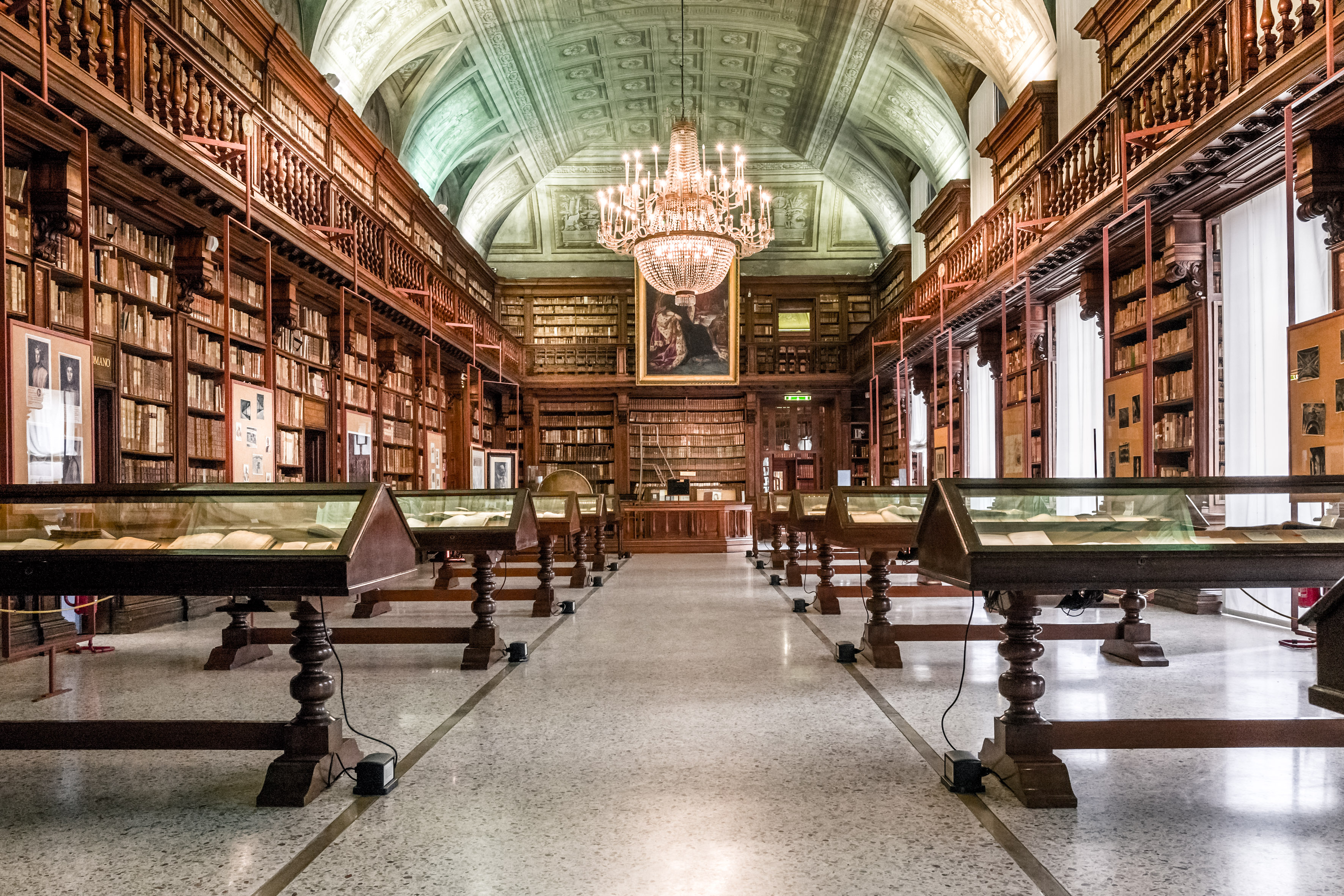
Sala María Teresa de la Biblioteca Nazionale Braidense

La Biblioteca Nazionale Braidense, conocida como Biblioteca de Brera, es un biblioteca pública de Milán y una de las más importantes de Italia. Inicialmente, contenía grandes colecciones históricas y científicas antes de que se le encargara la depósito legal de todas las publicaciones de Milán. Desde 1880, ha tenido el estatus de biblioteca nacional y es hoy una de las 47 bibliotecas estatales italianas.

## Historia
La biblioteca de Brera fue creada en 1770 por María Teresa I de Austria cuando decidió poner a disposición del público la colección que había adquirido de Carlo Pertusati. La biblioteca fue inaugurada en 1786 en el Palazzo del Collegio Braidense, asumido por el Estado tras la disolución de la Compañía de Jesús en 1773. Además de la colección Pertusati, la biblioteca también contenía los fondos del Collegio Braidense y las casas jesuitas de San Fedele y San Girolamo.
A partir de entonces, la biblioteca se benefició de varias colecciones privadas y de las bibliotecas de otras órdenes religiosas que se habían disuelto, así como de duplicados de la Biblioteca Imperial de Viena. A partir de 1788, la colección se mejoró agregando publicaciones recibidas bajo el depósito legal, normativa que amparaba las obras publicadas en el Ducado de Milán. Como resultado, la biblioteca Braidense se convirtió en el archivo de regional de Lombardía.
En 1880, la biblioteca recibió el estatus de biblioteca nacional.

## Instalaciones

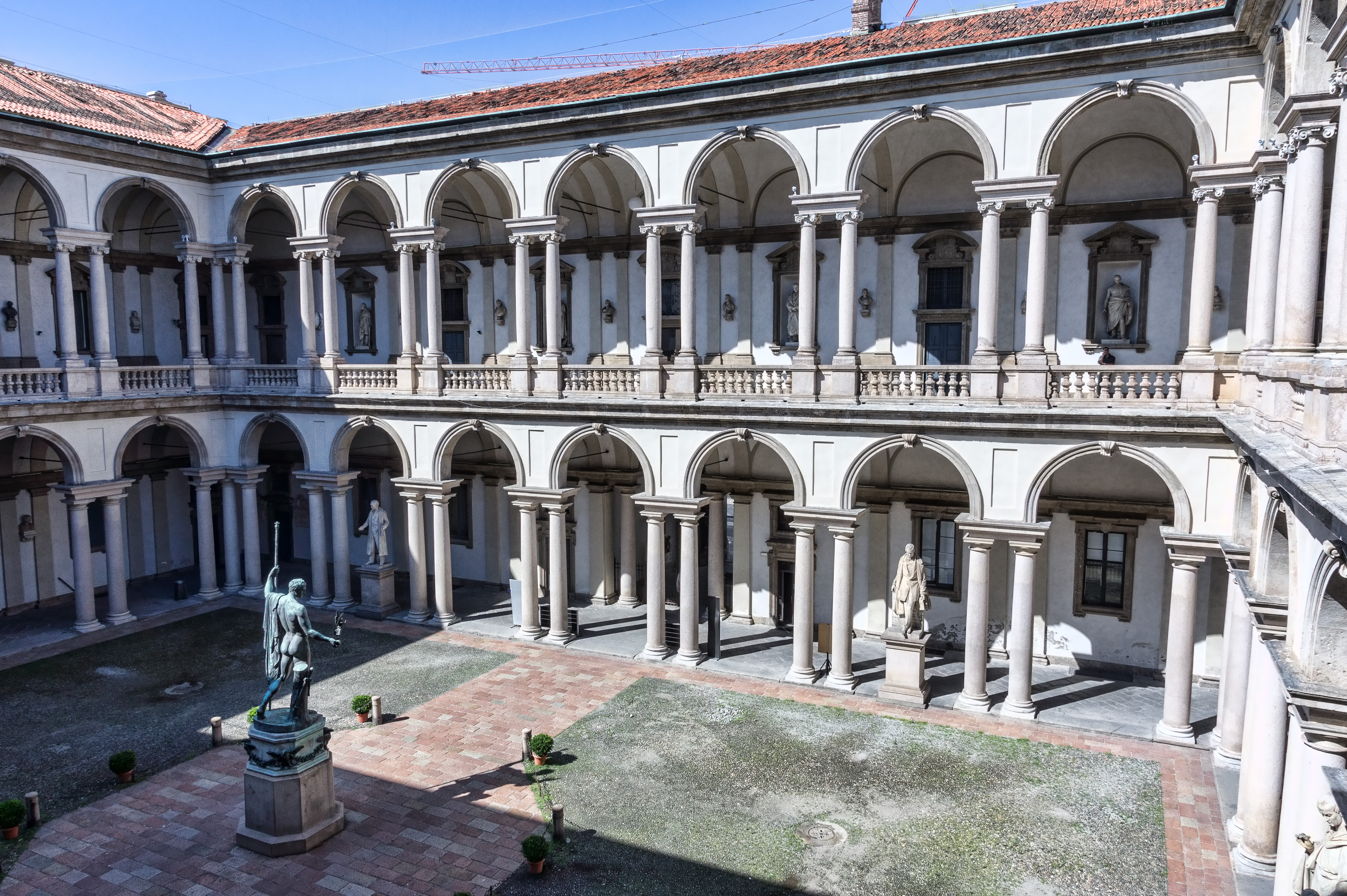
Patio del Palazzo di Brera de Milán, que alberga la Biblioteca Braidense

La biblioteca se encuentra en el Palacio de Brera, un edificio construido por los jesuitas en el siglo XVII. Además de la biblioteca, también alberga la Galería de Arte de Brera, el Observatorio Astronómico de Brera, el Jardín Botánico de Brera, el Instituto Lombardo de Ciencias y Letras y la Academia de Bellas Artes de Brera. Desde 2003, también alberga el Archivio Storico Ricordi, una editorial de música clásica.
Entre las instalaciones de la biblioteca se encuentran la Sala María Teresa con estanterías diseñadas por el arquitecto Giuseppe Piermarini, la Sala de Lectura que fue utilizada originalmente por los jesuitas, la Sala de Lectura de Investigación con unos 35 000 libros, la Sala Manzoniana con manuscritos, correspondencia y ediciones del escritor romántico italiano Alessandro Manzoni y la Sala de Catálogos, anteriormente sala de sastres del Palazzo di Brera. 

## Colecciones
Desde el principio, la biblioteca Braidense fue diseñada como una biblioteca general. Las colecciones consistían en publicaciones históricas, literarias, teológicas y legales, así como extensas obras de referencia general.
Inicialmente, la Congregación Estatal para Lombardía formó el núcleo de la biblioteca a partir de las colecciones del conde Carlo Pertusati obtenida en 1765), reunida como biblioteca pública en 1770 por María Teresa, princesa de Austria. En 1773, la disolución de la orden jesuita, permitió a la biblioteca adquirir las colecciones del Palacio del Colegio Jesuítico de Brera, construido en el área del convento de los Umiliati del siglo XIII. El sitio fue elegido para albergar la biblioteca en 1786. La biblioteca también unió a esto las colecciones jesuíticas del Collegio Braidense, y de San Fedele y San Girolamo. En 1778, la colección del médico bernés Albrecht von Haller, rica en textos botánicos, médicos y científicos, se añadió a sus fondos. En los años siguientes, las colecciones del coronel Baschiera, y una parte de la biblioteca de conde Firmian, algunos de los cuales había adquirido de Giuseppe Beltramelli. En 1788, una ley requería que todas las obras (libros y folletos) publicadas en Lombardía tuvieran que enviar una copia enviada a la biblioteca. En 1793, esto se amplió a edictos y documentos legales. Las colecciones del Collegio dei Giureconsulti se agregaron durante la ocupación francesa, y la colección Scaccerni fue donada por Francesco Melzi. En 1795, el legado del cardenal Angelo Maria Durini contenía unas 3000 obras, incluidas valiosas ediciones griegas y latinas del siglo XVII.
Durante el siglo XIX, la biblioteca adquirió colecciones de Hermes Visconti, el Gabinete Numismático, el Bodoniano, el Mortara, los Lattes (obras de la cultura judía), miscelánea de Viesseux y de Cesare Correnti. En 1889 la colección teatral de Lauro Corniani Algarotti fue donada por De Capitani D'Arzago. Ese año compró en subasta, la biblioteca de Carlo Morbio (1811-1881), incluidos 156 códices del bibliotecario Ackerman de Leipzig. En 1885, los manuscritos y la biblioteca de Alessandro Manzoni también pasaron a sus fondos. En el {{siglo|XX||s}}, se adquirió la biblioteca Novati, la biblioteca litúrgica del Ducado de Parma, la colección de ajedrez, la colección Castiglioni y la colección fotográfica de Emilio Sommariva.
La Biblioteca Braidense siempre ha tenido el doble papel de preservar las obras históricas y literarias y de mantener su colección de todos los libros publicados en Milán. Actualmente cuenta con 898 377 volúmenes impresos, 2119 manuscritos y 2368 incunables.